# Бергенский университет
Бе́ргенский университет (норв. Universitetet i Bergen) — второй по времени основания университет Норвегии, созданный в 1946 году. Большинство зданий университета расположены в центре Бергена. Университет состоит из семи факультетов:
- Гуманитарный
- Юридический
- Математики и естественных наук
- Медицинско-стоматологический
- Психологический
- Общественных наук
- Изящных искусств, музыки и дизайна. Создан 1 января 2017 года при слиянии Бергенской академии искусства и дизайна[англ.] (KHiB) и Музыкальной академии имени Грига

В состав университета также входит Бергенский музей, основанный ещё в 1825 году. Музей делится на отделения культурной и естественной истории, кроме того, в него входит ботанический сад.
В Бергенском университете размещены также несколько центров углублённых исследований, финансируемых Норвежским советом по исследованиям:
- Центр имени Бьеркнеса[англ.] (климатология)
- Центр изучения Средних веков
- Центр геобиологических исследований
- Центр интегрированных исследований нефти

Университет входит в ассоциацию университетов Европы Утрехтская сеть.

## Ректора Университета
- Сигмунн Грёнму[англ.] (2005−2013)
- Dag Rune Olsen[англ.] (С 2013 года)